# ミステリースペシャル (テレビ東京)
『ミステリースペシャル』は、1982年4月10日から1983年3月26日までテレビ東京で放送されていたドキュメンタリー番組である。放送時間は毎週土曜 20:00 - 20:54 （日本標準時）、初回のみ19:30 - 20:54の拡大版で放送。
各地に伝わる奇妙な伝説、自然界の謎、様々な犯罪の手口、人間心理の不思議などを追ったVTRを放送していた。